# Földi Csilla

Földi Csilla (Tata, 1968. augusztus 25. –) magyar súlyemelőnő. Apja Földi Imre olimpiai bajnok súlyemelő, a Nemzet Sportolója.

## Pályafutása
A Tatabányai Bányász, az Oroszlányi Bányász súlyemelőjeként édesapja irányítása mellett bontakoztatta szárnyait. Szakmai fejlődésének elősegítése érdekében a BKV Előre SC Súlyemelő Szakosztályához igazolt, ahol sikeres súlyemelő sportolóvá érett.

## Sikerei, díjai

### Európa-bajnokság
16-szoros Európa-bajnok.
- 1990-ben Spanyolországban, Tenerifén mindhárom fogásnemben (szakítás, lökés, összetett) aranyérmes.
- 1992-ben Portugáliában Lisszabon adott otthont a súlyemelő tornának, ahol mindhárom fogásnemben aranyérmet nyert.
- 1993-ban a spanyol nagyvárosban, Valenciában rendezték a súlyemelő versenyt, ahol mindhárom fogásnemben aranyérmes eredményt ért el.
- 1994-ben Olaszországban az AS Roma teremtette meg a torna technikai hátterét, ahol összetettben bronzérmet szerzett.
- 1995-ben Izraelben Beér-Seva városa rendezte meg a súlyemelő tornát, ahol kétszeres ezüstérmes (összetett és lökés), valamint egyszeres bronzérmes (szakítás).
- 1996-ban Csehországban Prága rendezte meg a súlyemelő kontinenstornát, ahol háromszoros bronzérmes (szakítás, lökés, összetett).

### Országos bajnokság
Többszörös magyar bajnok.